# Kristie Lu Stout
Pour les articles homonymes, voir Stout (homonymie).
Kristie Lu Stout est une journaliste américaine née le 7 décembre 1974 à Philadelphie. Elle travaille pour CNN International depuis Hong Kong.